# Mergozzo
Mergozzo ist eine italienische Gemeinde in der Provinz Verbano-Cusio-Ossola (VB) in der Region Piemont und ist Träger der Bandiera Arancione des TCI.

## Lage und Einwohner
Mergozzo liegt 10 km westlich von der Provinzhauptstadt Verbania entfernt auf einer Höhe von 196 m ü. M. im Ossolatal. Das Gemeindegebiet umfasst eine Fläche von 27,35 km² und hat 2149 Einwohner (Stand 31. Dezember 2023). Bei Mergozzo liegt der See Lago di Mergozzo. Mergozzo befindet sich unweit der Bucht von Verbania des Lago Maggiore. Der Ortasee ist 10 km entfernt. Der Fluss Toce fließt westlich an Mergozzo vorbei und mündet bei Verbania in den Lago Maggiore. Die Gemeinde liegt an der Bahnstrecke Domodossola–Mailand.
Die Gemeinde besteht aus den Fraktionen (Frazioni) Albo, Bettola, Bracchio, Candoglia, Montorfano, Nibbio und Campone. Weitere Siedlungen sind Lanca, Portaiolo und Prato Michelaccio.
Die Nachbargemeinden sind Gravellona Toce, Ornavasso, Premosello-Chiovenda, San Bernardino Verbano und Verbania.

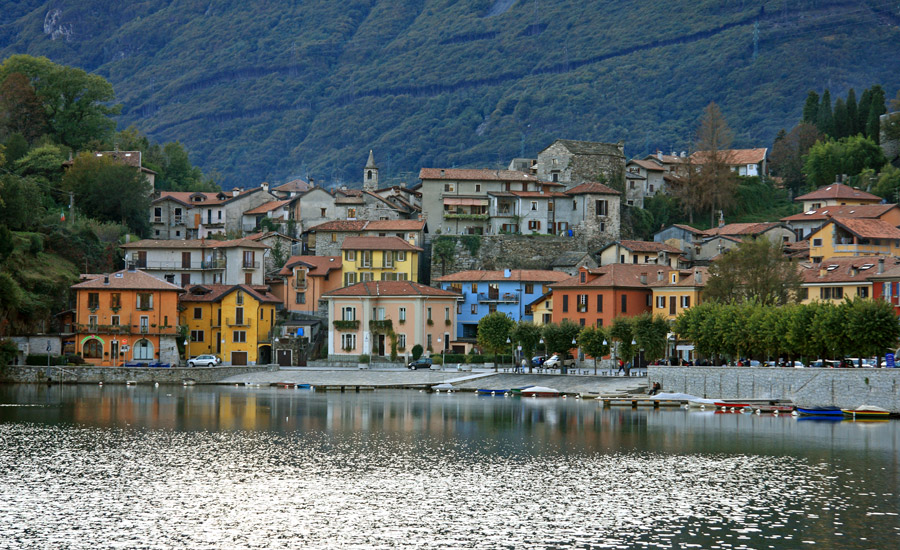
Mergozzo-Panorama

## Geschichte
In Römerzeit führte die Konsularstraße Severiana Augusta von Mergozzo aus, die Mediolanum (das heutige Mailand) mit Verbannus Lacus (Verbano-See oder Lago Maggiore) verband, und von hier aus zum Simplonpass (lateinisch Summo Plano).

## Sehenswürdigkeiten
- Die Pfarrkirche Santa Maria Assunta wurde 1610 eingeweiht und steht auf den Fundamenten der bereits bestehenden romanischen Pfarrkirche. Der Wiederaufbau dauerte von 1603 bis 1610. Die Vorhöfe und die steile Treppe stammen aus der nächsten Zeit. Der Portikus der Kapellen befindet sich neben der Pfarrkirche. Ursprünglich war der von der Portikus umschlossene Bereich ein Friedhof, der nach seiner Verlegung an seinen heutigen Standort 1759 hinter der Umfassungsmauer dreizehn Kapellen des Kreuzweges erbaut wurden, die von dem Maler Giovanni Battista Ronchelli bemalt wurden.
- Die romanische Kirche Santa Marta stammt aus dem 12. Jahrhundert. Ursprünglich den Heiligen Quirico und Giulitta gewidmet, wurde es 1603 vom Bischof von Novara der Bruderschaft Santa Marta zugewiesen. Sie bewahrt den orientierten romanischen Stil und über der Haupttür den Fresko  Santa Marta coi confratelli in ginocchio. Santa Marta ist die Schutzpatronin des Quartier Riva.
- Die Kirche San Giovanni Battista in der Fraktion Montorfano (12. Jahrhundert) aus Granitblöcken mit Beole-Bedachung hat einen lateinischen Kreuzplan mit einem achteckigen Schienbein, das mit Hängebögen verziert ist. In der Kirche befindet sich ein Altarbild von Luigi Reali, einem florentinischen Maler des 17. Jahrhunderts, der in der Gegend arbeitete und welches die Madonna del Carmine zwischen den Heiligen Giovanni Evangelista und Rocco darstellt.
- Das Oratorium Santa Elisabetta befindet sich im historischen Zentrum des Dorfes. Es ist der Heimsuchung der Jungfrau Maria zu Heilige Elisabeth gewidmet. Sie wurde um 1623 erbaut und steht auf den Fundamenten einer bereits bestehenden Kapelle. Die Heilige Elisabeth ist die Schutzpatronin des Quartiers al Sasso.
- La Ca’ d’la Norma ist ein wichtiger megalithischer Komplex im Ortsteil Groppole, bestehend aus einem großen Felsbrocken aus Serizzo mit Rillen und zwei Tassen, unter denen sich ein von Steinmauern begrenzter Raum befindet, der auf die Jungsteinzeit zurückgeht, aber die Datierung ist unsicher.
- Das Museo archeologico stellt alle Aspekte der alten Völker dar, die die Ossolatal bewohnt haben.
- Das Ecomuseo del granito di Montorfano ist der primären Form der lokalen Wirtschaft, der Verarbeitung und Gewinnung von Granitgestein, gewidmet.

## Regelmäßige Veranstaltungen
- Seit 1995 findet hier jährlich im August oder September der Triathlon Internazionale di Mergozzo statt.

## Anthropische Geographie

### Weiler und Ortschaften
- Bracchio befindet sich in einer erhöhten Position gegenüber der Hauptdorf Mergozzo, von der aus man über Bracchio und über ai Mulini erreichen kann. Der Hauptkern des Dorfes liegt an den Hängen des Monte Vercio, von dem ein Saumpfad zum Alpe Vercio führt. Das Dorf zeichnet sich durch ein typisch mittelalterliches Dorfgefüge aus, enge Gassen mit den typischen Pflastersteinen, dem sogenannten burel. Die Hauptkirche ist San Carlo (16. Jahrhundert), Schutzpatron von Bracchio.
- Candoglia ist das erste Dorf, das man aus Mergozzo in Richtung Domodossola erreichen kann;  es ist eine kleine Ansammlung von Häusern, die eng zwischen Berg und Fluss liegen. In diesem Dorf (im Dialekt Canduja genannt) befindet sich der Marmorsteinbruch, den die Adelsfamilie Sforza der Veneranda Fabbrica del Duomo als Wohlwollen der Stadt geschenkt hat; der Mailänder Dom wurde mit dem rosa Marmor von Candoglia gebaut. Noch heute sind die Steinbrüche im Besitz der Fabbrica, die sie für die kontinuierlichen Restaurierungen und Umbauten des Doms nutzt. Der alte Kern des Dorfes liegt nämlich rund um die Dienstleistungsstrukturen der Steinbrüche. In Candoglia gibt es zwei Kirchen: San Graziano, Schutzpatron von Candoglia, aus dem zwölften Jahrhundert stammt, und Sant’Andrea, das in den Wäldern unweit des Dorfes liegt.
- Albo eine Fraktion die eng mit den Steinbrüchen von Candoglia verbunden ist. In Albo befinden sich die Kirche der Verkündigung Mariens (1577), die sich in einer erhöhten Position über der Provinzstraße befindet, und die Kirche San Rocco, Schutzpatronin von Albo, im Zentrum des Dorfes.
- Bettola ist eine Fraktion zwischen Nibbio und Albo an der Straße nach Ossolatal. Mitten in einer kleinen Gruppe von Häusern, am Fuße einer Gasse, gibt es einen Ort, an dem sich einst die Weinbauern trafen, um den Nektar der Götter herzustellen, der aus dem Pressen der süßen Frucht gewonnen wurde. Die Bettola-Kelter ist eines der ältesten Beispiele auf dem Gebiet von Ossola und zeugt von der alten Verbreitung des Weinbaus auf dem Land. Der Sockel wurde aus lokalem Stein gefertigt und ist bis zu 20 cm hoch mit gravierten Kanälen, die den Most in einen darunter liegenden Behälter aus Stein leiten.
- Montorfano ist ein kleines Dorf im Wald auf dem gleichnamigen Berg mit Blick auf den Lago di Mergozzo. Der lokale weiße Granit ist berühmt: Mit diesem Material wurden 1506 die Säulen der Portikus des Lazzaretto von Mailand und 1830 die Säulen der Basilica di San Paolo fuori le mura in Rom hergestellt. Im Juni 1889, als der Probst von Mergozzo sich weigerte, in das Dorf hinaufzugehen, um das Fest des Heiligen Johannes, des Schutzpatrons der Steinmetze, zu feiern, wandten sich die Bewohner an den Pastor der Evangelischen Kirche von Intra. Als Ergebnis dieser Ereignisse wurden etwa 70 Familien umgebaut und eine protestantische Kirche im neoromanischen Stil gebaut, die heute als Gemeindezentrum genutzt wird.

## Galerie

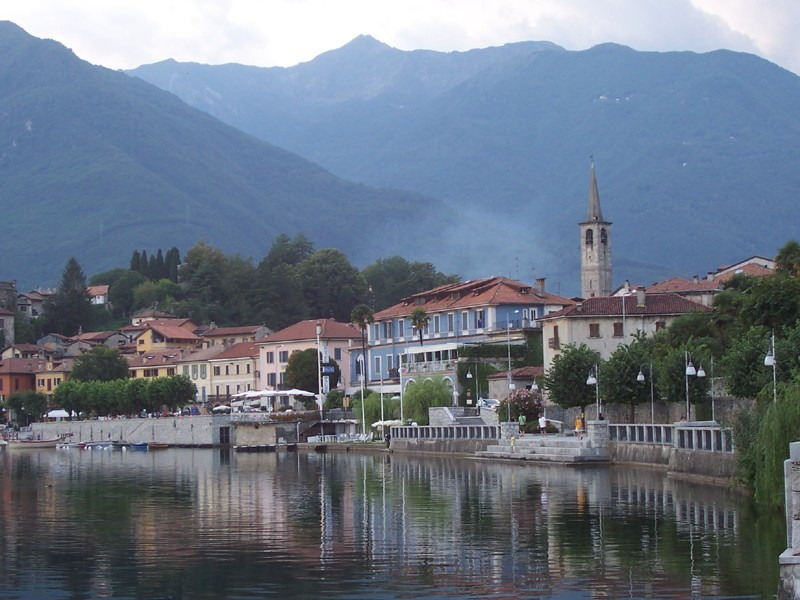
Mergozzo
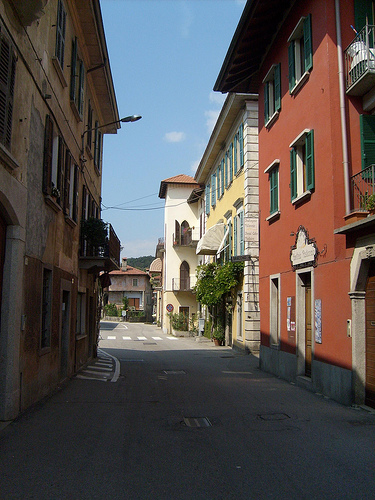
Eine Straße in Mergozzo
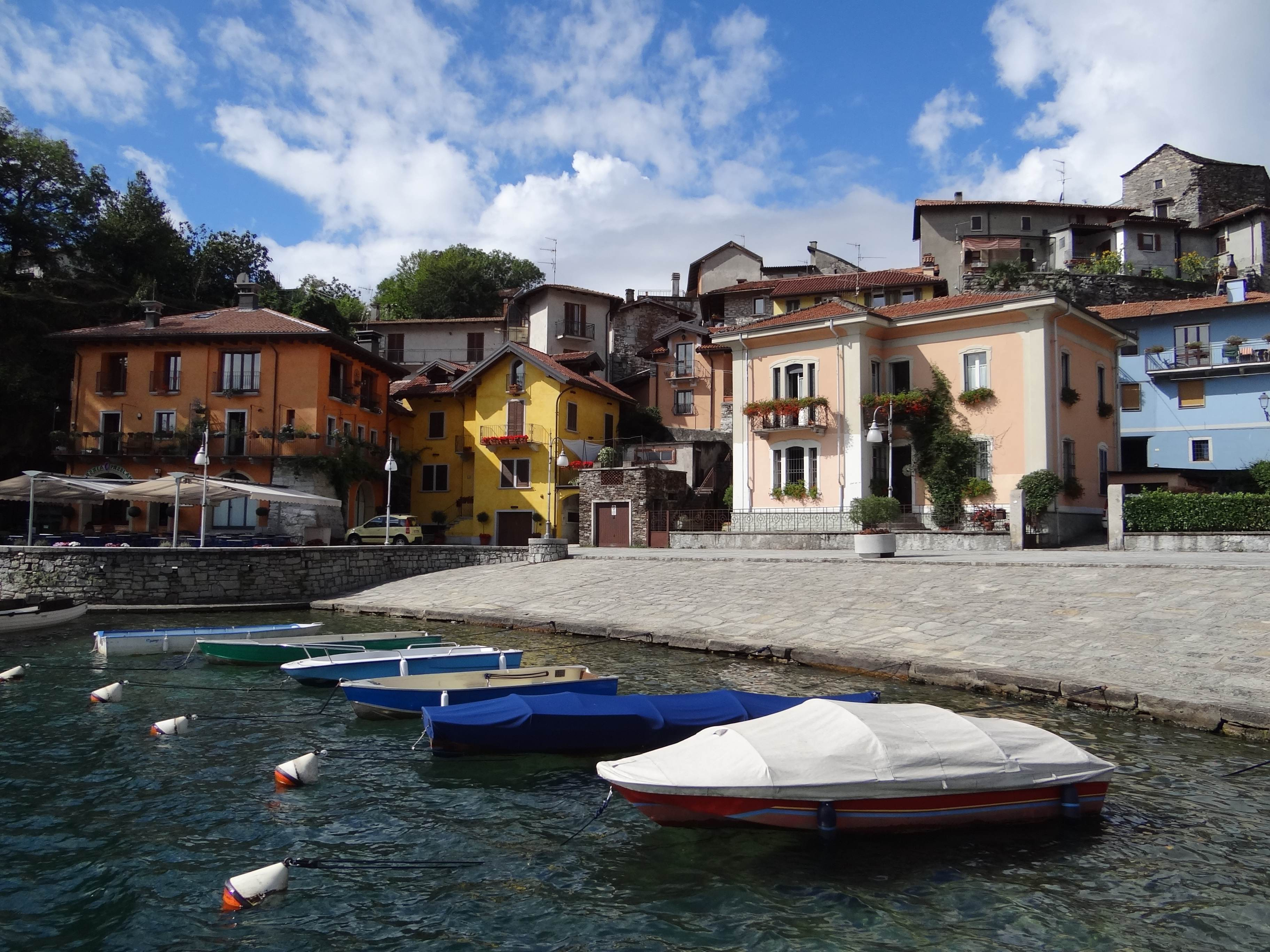
Hafen von Mergozzo
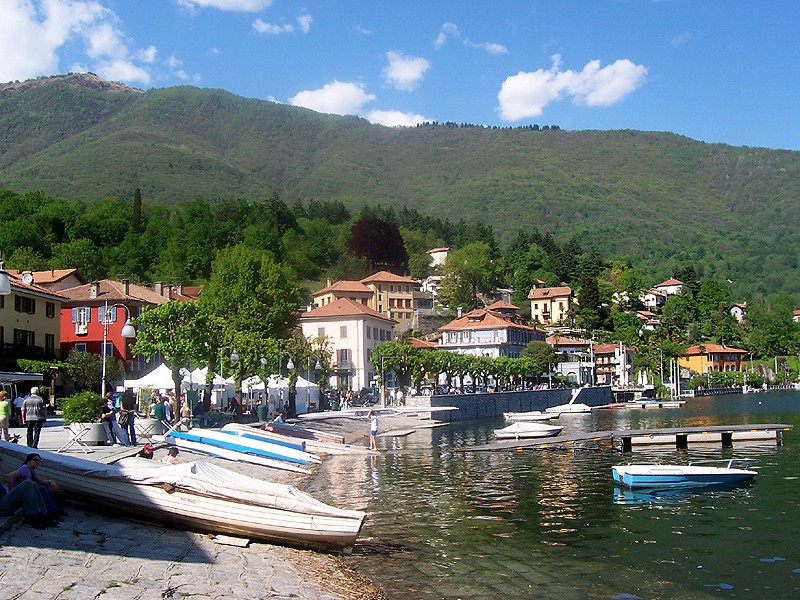
Mergozzo
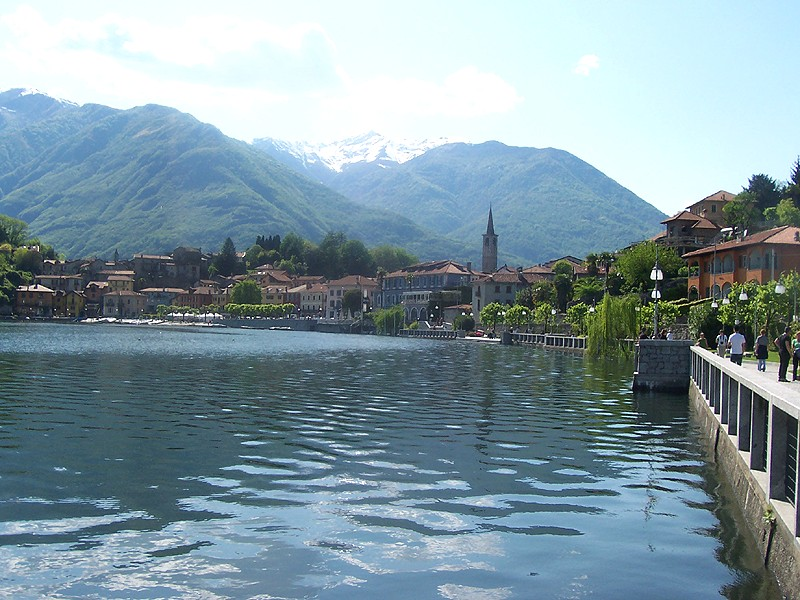
Mergozzo See